# コマソンNo.1
『コマソンNo.1』（コマソンナンバーワン）は、1996年12月11日に発売されたウルフルズ13枚目のシングル。発売元は東芝EMI。

## 解説
資生堂「GERAID」CMソングとして書き下ろされた。
タイトルは「コマーシャルソングNo.1」の略。
Aメロはメンバーのセリフ調子になっている。
ジャケットは12cm仕様、ディスクは8cmシングルCD。オリジナルアルバム未収録楽曲。
カップリングはCMで使われた「無造作ヘア編」「傑作マユ編」「セクシャル編」が収録。
1997年1月2日に日本武道館で開催された「バンザイアンコールツアー」で初披露。
その時はCMの扮装でバック・トラックを流し全員がギターを演奏した。

## 収録曲
全曲作詞・作曲：トータス松本　編曲：ウルフルズ、太田要
1. コマソンNo.1
2. 15秒TV-オンエアバージョン（無造作ヘア編）
3. 15秒TV-オンエアバージョン（傑作マユ編）
4. 60秒スペシャルバージョン（セクシャル編）
5. フルサイズ・カラオケ